# 朝鮮民主主義人民共和國科技

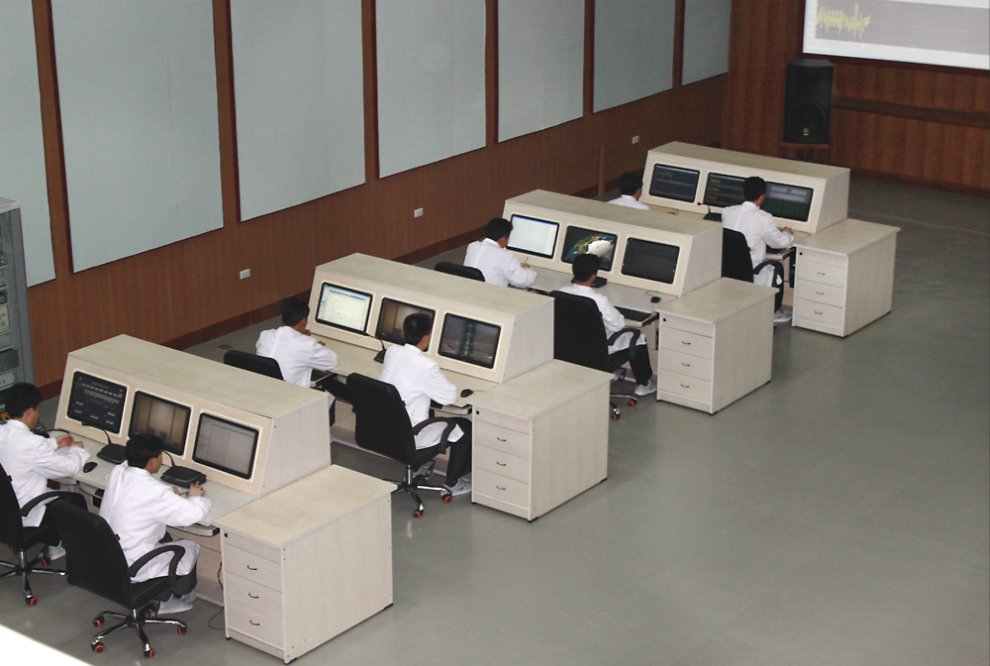
朝鮮人民軍衛星發射中心

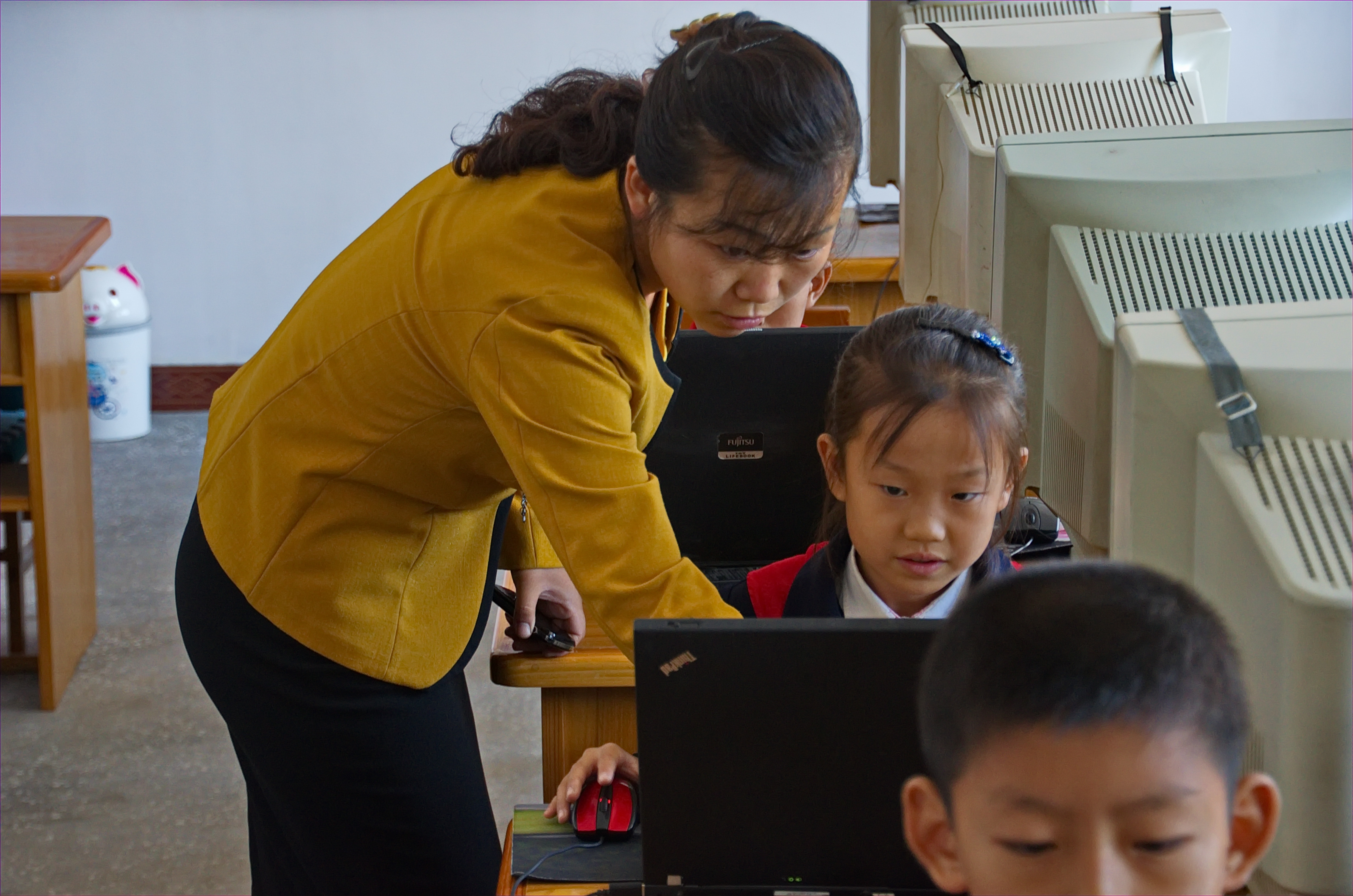
小學生的電腦教育

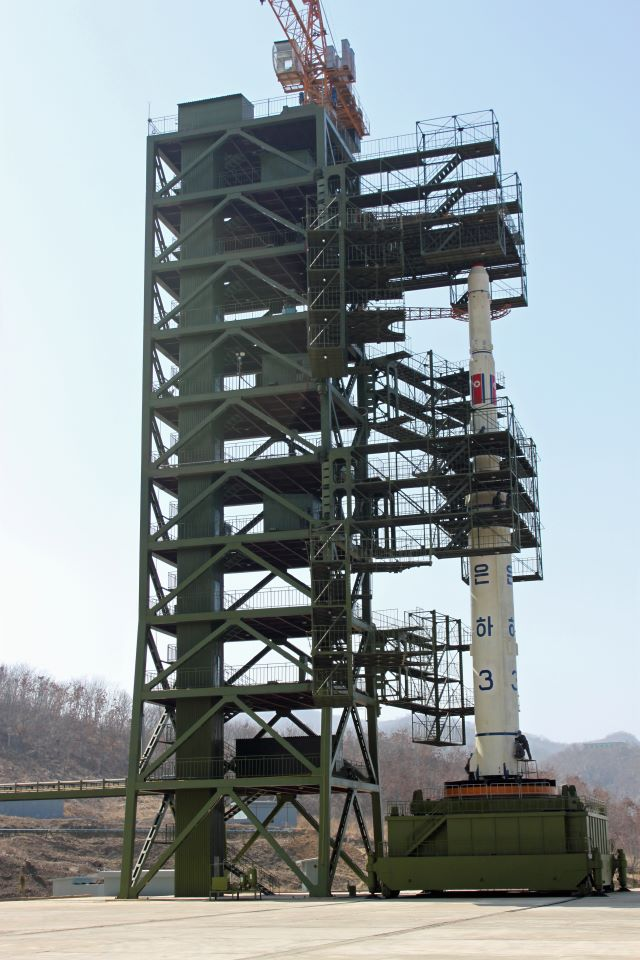
舞水端里發射場

朝鮮民主主義人民共和國科技是指建立在軍事為主的項目上居多的朝鮮民主主義人民共和國科技，與其採用先軍政治治國有關，受限於經濟狀態較差其科技預算有限，但根據諸多資料其GDP約25%以上用於軍事科技，在全球是少見的高比例。

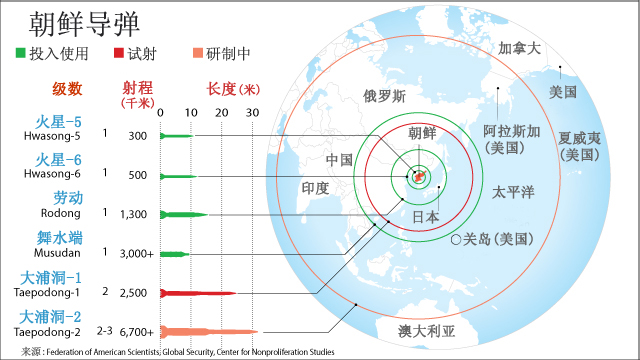
北韓彈道飛彈

## 軍用
朝鮮對於飛彈引擎科技著墨很深，目前研發中的洲際彈道飛彈─火星14彈道飛彈，其射程甚至最遠可能達到一萬公里，這已經與波音的LGM-30義勇兵洲際導彈相當。 之前一代的舊款大浦洞2號飛彈儘管其在2006年6月時首次試射失敗，但在2006年7月5日進行第二次測試成功發射導彈並飛越日本領空。根據朝鮮民主主義人民共和國它成功實現將一枚衛星送上軌道的目標。目前朝鮮平均發射範圍估計約為6700公里以上，而目前部署的導彈射程最遠可達3200公里。儘管確切的各式飛彈數量部署仍未被世人知悉，但人們普遍接受朝鮮炮兵指導局擁有大約600枚的火星-6和200枚的火星-7，以及其他各型號短程導彈。目前朝鮮最重要的軍事發射基地為是位於東部海岸舞水端里的花坮郡洲際飛彈發射場，同時在全國各地也都有小型飛彈發射基地的存在。
1988年開始朝鲜核问题逐漸引發關注，其核武計畫確實存在但外界評斷離成功尚早，且伊朗之類人口規模和經濟都勝於北韓的也多年研發核武但最後失敗，然而2006年10月9日進行的核試爆讓國際嘩然，之後到2016年止進行五次試爆，最大當量達25kt以上，已經超過二戰胖子原子彈，顯見一種可引爆的核裝置已經存在，只是武器化程度多寡外界不得而知。
朝鲜研制的一次性运载火箭發射衛星，银河2号于2009年4月5日首次发射，银河3号于2012年4月13日首次发射均告失败。直到2012年12月12日銀河3號二次發射才成功，該次發射突破了韓國和日本的飛彈監控網，日本曾揚言發射就擊落，然而最後還是射入軌道，證明朝鮮也有兩彈一星能力。
潛艇技術也是另一重點，其滲透用小型潛艇有多款機型例如南聯級潛艇，大型的新浦級潛艇可發射兩枚小型彈道飛彈用於核武威攝，由於此種技術較高端以往被認為北韓這種工業規模和經濟能力的國家不可能開發，但於國際上曝光後引起了西方不少意外之聲。在陸軍的坦克方面屬於現代武器中較為容易跨入的領域，自製了天馬虎系列坦克目前發展到第七代此坦克由蘇聯T-62延伸而來但走上了自成一格的體系，北韓自製了反應裝甲和光學瞄準儀並進行車體改造，另有說法為發動機也能從仿造走向自製，但天馬虎從未經實戰檢驗外界對性能內涵知之甚少。

## 軍民兩用
朝鮮致力於在電腦科技上“自給自足”。以朝鮮電腦研究中心為研發單位，除了擁有自己開發的廣域網，還研發了操作系統、文字處理軟件、醫療軟件和語音識別軟件，於2010年後一種三池淵平板電腦被證明存在，零件多是進口後組裝，但朝鮮自主研發了收看類比電視功能和一些應用軟體。其KCC圍棋軟體-銀星圍棋曾經在第四屆、第五屆豪斯特盃圍棋程式世界賽上獲得冠軍，又於2003至2005年，連續三屆在世界電腦圍棋奪魁賽上擊敗美國、德國和日本的圍棋軟體而獲得冠軍並改編為電玩遊戲外銷多國，屬於比較突出的成就。
工業還是現時北韓最主要的產業，並以服務重工業以及國防工業為主，其主要製品有機器製造、化學、採礦、冶金、紡織、食品加工。礦產有煤、鎢、石墨、磷酸鹽、鐵、錳、銅、鉛和鋅。其中煤礦、鎢礦、石墨較為豐富。同時，北韓是全球第15大的產萤石國，也是第12大的產銅國和產鹽國。2003年，北韓公佈電腦發展計劃書，並計劃在2023年成為全球主要的軟件大國。
建國後即大力發展鐵路運輸。該國的鐵路共有11條國內线路並連接到全國各主要城市，全長5224公里。八成的火車已電氣化。由於覆蓋面積大，加上費用便宜，火車是北韓人長途旅程的主要工具。它擔起了全國絕大部分的載客、貨運任務。